# 술라웨시루세트
술라웨시루세트(Rousettus celebensis)는 큰박쥐과에 속하는 박쥐의 일종이다. 인도네시아 술라웨시의 토착종이다.

## 먹이
술라웨시루세트는 과일을 먹는 박쥐이다. 큰 날개를 갖고 있어서, 무거운 짐을 운반할 수 있고, 또한 이 때문에 훌륭한 종자 산포자의 역할을 하고 있다. 다른 과식성 박쥐류에 비해 큰 씨앗을 먹으며, 보기 드문 겉모습을 갖고 있다. 독특한 소화관을 갖고 있어서 어떤 씨앗이나 씨앗 껍질도 소화시킬 수 있다.

## 해부학적 특징
다리 아랫뼈 쪽은 무성한 털로 덮여 있다. 귀의 맞구슬 귓볼은 상당히 작다. 볼의 둥근 뼈는 좁고 삼각형 형태를 보인다. 수컷의 음경 말단은 편평하고 삼각형 형태이다.